# Italienische Badmintonmeisterschaft 2017
Die Italienische Badmintonmeisterschaft 2017 fand vom 27. bis zum 29. Januar 2017 in Mailand statt.

## Medaillengewinner
| Disziplin    | Gold                                       | Silber                            | Bronze                               |
| ------------ | ------------------------------------------ | --------------------------------- | ------------------------------------ |
| Herreneinzel | Rosario Maddaloni                          | Fabio Caponio                     | Lukas Osele                          |
| Herreneinzel | Rosario Maddaloni                          | Fabio Caponio                     | Matteo Bellucci                      |
| Dameneinzel  | Jeanine Cicognini                          | Giulia Fiorito                    | Chiara Piazza                        |
| Dameneinzel  | Jeanine Cicognini                          | Giulia Fiorito                    | Erika Stich                          |
| Herrendoppel | Giovanni Greco Rosario Maddaloni           | Giacomo Battaglino Marco Mondavio | Lukas Osele Kevin Strobl             |
| Herrendoppel | Giovanni Greco Rosario Maddaloni           | Giacomo Battaglino Marco Mondavio | Simon Kollemann Giovanni Toti        |
| Damendoppel  | Silvia Garino Lisa Schack Iversen          | Lisa Ortner Erika Stich           | Judith Mair Lisa Sagmeister          |
| Damendoppel  | Silvia Garino Lisa Schack Iversen          | Lisa Ortner Erika Stich           | Lucrezia Boccasile Camilla Taramelli |
| Mixed        | Rosario Maddaloni Ramona Gloria Pirvanescu | Kevin Strobl Marah Punter         | Patrick Mattei Lisa Ortner           |
| Mixed        | Rosario Maddaloni Ramona Gloria Pirvanescu | Kevin Strobl Marah Punter         | Fabio Caponio Lisa Schack Iversen    |